# Mark Consuelos
Mark Andrew Consuelos (Nacido en Zaragoza, el 30 de marzo de 1971) es un actor español-estadounidense.

## Biografía
Mark Andrew Consuelos nació en Zaragoza, España de madre italiana, Camila Grace Consuelos; y padre mexicano Saúl Consuelos.
Muy pronto se trasladó a vivir a Lebanon, Illinois y Tampa, Florida en los Estados Unidos. Aprendió inglés de niño, viendo la televisión estadounidense. Estudió en las Universidades de Notre Dame y del Sur de Florida, obteniendo un título en marketing en esta última.

## Carrera
Su carrera se ha centrado fundamentalmente en la televisión estadounidense, apareciendo en las series SeaQuest DSV, Fortune Hunter y All My Children, en la década de 1990. Ha aparecido también en algunas películas como: The Great Raid (2005), Mi súper ex novia (2006), etcétera. Interpretó el papel de Spivey entre 2012 y 2013 en la serie de televisión estadounidense American Horror Story: Asylum.
Actualmente interpreta el papel de Hiram Lodge en Riverdale transmitida por Warner Channel.

## Vida personal
Está casado con la también actriz Kelly Ripa, y tiene tres hijos:  Michael Joseph (nacido el 2 de junio de 1997), Lola Grace (nacida el 16 de junio de 2001) y Joaquín Antonio (nacido el 24 de febrero de 2003).

## Filmografía

### Cine
| Año  | Título                      | Rol             | Notas |
| ---- | --------------------------- | --------------- | ----- |
| 2002 | The Last Place on Earth     | Party Toast     |       |
| 2002 | Pride & Loyalty             | Bill el policía |       |
| 2005 | The Great Raid              | Cpl. Guttierez  |       |
| 2006 | My Super Ex-Girlfriend      | Steve Velard    |       |
| 2006 | Wedding Daze                | Morty           |       |
| 2008 | Husband for Hire            | Bo/Normando     |       |
| 2008 | For the Love of Grace       | Steve Lockwood  |       |
| 2010 | Cop Out                     | Manuel          |       |
| 2014 | A Walk Among the Tombstones | Reuben          |       |
| 2016 | All We Had                  | Vic             |       |
| 2016 | Nine Lives                  | Ian Cox         |       |
| 2026 | Scream 7                    | TBA             |       |

### Televisión
| Año       | Show                              | Rol                        | Notas |
| --------- | --------------------------------- | -------------------------- | --- |
| 1995–2010 | All My Children                   | Mateo Santos               | 104 episodios Soap Opera Digest Award for Outstanding Younger Lead Actor Soap Opera Digest Award for Outstanding Male Newcomer Soap Opera Digest Award for Hottest Romance (compartido con Kelly Ripa) ALMA Award for Outstanding Actor in a Daytime Drama Nominado—Daytime Emmy Award for Outstanding Supporting Actor in a Drama Series Nominado—ALMA Award for Outstanding Actor in a Daytime Drama (1999–2002) |
| 1997      | Road Rules                        | Él mismo                   | Episodio: "Road Rules on All My Children" |
| 1997      | Connect With English              | Alberto Mendoza            | 8 episodios |
| 2001      | Third Watch                       | Papi                       | Episodio: "Childhood Watch" |
| 2001      | Friends                           | Policía #1                 | Episodio: "The One with Chandler's Dad" |
| 2002      | American Family                   | Eduardo                    | 2 episodios |
| 2003      | Third Watch                       | Detective Ramón Valenzuela | Episodio: "Everybody Lies" |
| 2003      | Beautiful Girl                    | Adam López                 | Película de tv |
| 2004–2006 | Missing                           | Antonio Cortez             | 37 episodios Nominado—Imagen Award for Best Supporting Actor on Television |
| 2005–2006 | Hope & Faith                      | Gary Gucharez              | 10 episodios |
| 2007      | Law & Order: Criminal Intent      | US Attorney Berner         | Episodio: "Albatross" |
| 2007      | Age of Love                       | Él mismo / Conductor       | 8 episodios |
| 2008      | Ugly Betty                        | Detective Averaimo         | Episodio: "Crimes of Fashion" |
| 2011      | The Protector                     | Chuck Wyatt                | Episodio: "Bangs" |
| 2012      | I Hate My Teenage Daughter        | Alejandro Castillo         | 2 episodios |
| 2012      | Law & Order: Special Victims Unit | Matt Martinez              | Episodio: "Justice Denied" |
| 2012–2013 | American Horror Story: Asylum     | Spivey                     | 5 episodios |
| 2013      | The New Normal                    | Chris                      | Episodio: "Gaydar" |
| 2013      | Guys with Kids                    | Andy                       | Episodio: "The Will" |
| 2013–2014 | Alpha House                       | Andy Guzman                | 21 episodios |
| 2015      | Kingdom                           | Sean Chapas                | 5 episodios |
| 2016      | Pitch                             | Oscar                      | 10 episodios |
| 2016      | Queen of the South                | Teo Aljarafe               | 7 episodios |
| 2016      | Difficult People                  | Joey                       | Episodio: "Italian Piñata" |
| 2016      | Nightcap                          | Él mismo                   | Episodio: "Babymaker” |
| 2017      | The Night Shift                   | Dr. Cain Diaz              | 8 episodios |
| 2017–2023 | Riverdale                         | Hiram Lodge (Jaime Luna)   | Reparto principal, 74 episodios (temp. 2-5; invitado temp. 6-7) |
| 2017–2023 | Riverdale                         | Javier Luna                | Episodio: "Chapter Eighty-Eight: Citizen Lodge" (temporada 5) |
| 2020      | Katy Keene                        | Hiram Lodge (Jaime Luna)   | Estrella invitada, episodio: "Chapter Thirteen: Come Together" (temp. 1) |
| 2022      | Only Murders in the Building      | Padre de Mabel             | Estrella invitada, episodio: "Flipping the Pieces" (temp. 2) |